# Campionati italiani assoluti di ginnastica artistica 2016
I Campionati Assoluti di ginnastica artistica 2016 sono la 78ª edizione dei Campionati italiani assoluti di ginnastica artistica. Si svolgono a Torino, al PalaRuffini, il 9 e 10 luglio 2016.

## Programma
- Sabato 9: concorso generale
- Domenica 10: finali di specialità

## Ginnasti ammessi

### Donne
- Quattro attrezzi:

Sofia Busato,
Giorgia Campana,
Erika Fasana,
Carlotta Ferlito,
Vanessa Ferrari,
Giada Grisetti,
Enus Mariani,
Elisa Meneghini,
Lara Mori,
Martina Rizzelli e
Tea Ugrin.
- Da uno a tre attrezzi:

Giulia Bencini (junior),
Desiree Carofiglio,
Caterina Cereghetti (junior),
Clara Colombo,
Adriana Crisci,
Asia D'Amato (junior),
Elisa Iorio (junior),
Francesca Noemi Linari (junior),
Federica Macrì,
Martina Maggio (junior),
Arianna Rocca,
Sydney Saturnino (junior) e
Giorgia Villa (junior).

## Podi
| Evento                 | Oro                              | Punti          | Argento                        | Punti          | Bronzo             | Punti          |
| Podio maschile         | Podio maschile                   | Podio maschile | Podio maschile                 | Podio maschile | Podio maschile     | Podio maschile |
| ---------------------- | -------------------------------- | -------------- | ------------------------------ | -------------- | ------------------ | -------------- |
| Concorso individuale   | Enrico Pozzo                     | 83,150         | Paolo Principi                 | 82,850         | Tommaso De Vecchis | 82,600         |
| Corpo libero           | Enrico Pozzo Andrea Cingolani    | 14,400         | -                              | -              | Mario Alquati      | 14,150         |
| Cavallo con maniglie   | Alberto Busnari                  | 14,950         | Paolo Principi                 | 14,750         | Davide Odoamaro    | 14,150         |
| Anelli                 | Marco Lodadio                    | 15,100         | Salvatore Maresca              | 14,550         | Paolo Ottavi       | 14,350         |
| Volteggio              | Lorenzo Pisano                   | 14,775         | Andrea Cingolani               | 14,675         | Salvatore Maresca  | 14,450         |
| Parallele simmetriche  | Matteo Levantesi Ludovico Edalli | 14,450         | -                              | -              | Tommaso De Vecchis | 14,350         |
| Sbarra                 | Enrico Pozzo                     | 14,750         | Carlo Macchini                 | 14,600         | Ludovico Edalli    | 14,450         |
| Podio femminile        |                                  |                |                                |                |                    |                |
| Concorso individuale   | Vanessa Ferrari                  | 58,950         | Carlotta Ferlito               | 57,700         | Elisa Meneghini    | 56,360         |
| Corpo libero           | Elisa Meneghini                  | 14,650         | Giorgia Villa                  | 14,500         | Erika Fasana       | 14,350         |
| Trave                  | Carlotta Ferlito Elisa Meneghini | 14,400         | -                              | -              | Lara Mori          | 14,200         |
| Parallele asimmetriche | Martina Rizzelli                 | 14,650         | Vanessa Ferrari                | 14,400         | Giorgia Villa      | 14,250         |
| Volteggio              | Asia D'Amato                     | 14,800         | Martina Rizzelli Arianna Rocca | 14,200         | -                  | -              |